# 奧托四世 (沙伊恩)

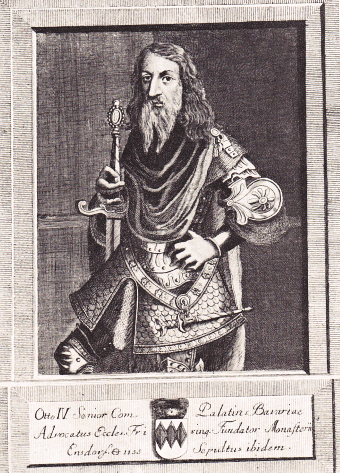

奧托四世（德語：Otto IV，約1083年—1156年8月4日），沙伊恩伯爵，埃克哈德一世的次子。

## 家庭
1116年，奧托四世與倫根費爾德的海莉卡結婚，兩人共有4子1女：
1. 奧托一世（1117年—1183年）
2. 海德薇希（約1117年—1174年）
3. 康拉德（英语：Conrad of Wittelsbach）（1120年—1200年）
4. 腓特烈（德语：Friedrich II. von Wittelsbach）（約1120年—1198年）
5. 奧托七世（德语：Otto VII. (Pfalzgraf von Bayern)）（？年—1189年）